# Dolerus triplicatus
Espèce
Dolerus triplicatus est une espèce d'hyménoptères symphytes de la famille des Tenthredinidae.

## Description
L'espèce mesure environ 12 mm. Le corps est de couleur orange, le pronotum présente un motif de taches noires caractéristique chez la femelle.

## Répartition
L'espèce est répartie dans l'ouest du Paléarctique, en Europe y compris dans le Sud de l'Angleterre et à l'est jusqu'au Moyen-Orient.

## Écologie
Elle est particulièrement commune durant les mois de mai et juin. Les plantes hôtes sont deux espèces du genre Juncus, il s'agit de Juncus effusus et de Juncus filiformis.

## Classification
Le nom valide complet (avec auteur) de ce taxon est Dolerus triplicatus (Klug, 1818),.
L'espèce a été initialement classée dans le genre Tenthredo sous le protonyme Tenthredo triplicata Klug, 1818.
Dolerus triplicatus a pour synonymes :
- Achaetoprion triplicatus (Klug, 1818)
- Dolerus steini Konow, 1885
- Tenthredo triplicata Klug, 1818